# Yohann Artru

a Compétitions nationales et continentales officielles uniquement.

b Matchs officiels uniquement.
Dernière mise à jour le 4 mars 2025.
Yohann Artru, né le 31 mai 1992, est un joueur français de rugby à XV évoluant au poste d'ailier.

## Biographie
Après être passé par l'AS Béziers, Yohann Artru rejoint les cadets du Montpellier HR en 2009. Il fait partie de la promotion Adrien Chalmin (2010-2011) au Pôle France du Centre national de rugby de Linas-Marcoussis aux côtés de, entre autres, Tom Ecochard, Sébastien Taofifénua, Vincent Martin, Kélian Galletier et Fabrice Catala
Pour la saison 2015/2016, il rejoint les rangs de l'USAP en pro D2. 
Il remporte le championnat de France juniors Reichel en 2011 avec Montpellier et dispute son premier match en Top 14 la saison suivante, le 26 août 2011, contre le Racing Métro 92 au Stade olympique Yves-du-Manoir en étant titularisé à l'aile de l'équipe de Montpellier.
Le 15 juin 2017, le Biarritz olympique annonce qu'il rejoint le club à partir de la saison 2017-2018. En janvier 2019, il prolonge son contrat avec le BO jusqu'en 2022. Il est nommé co-capitaine de l'équipe pour la saison 2019-2020 avec Edwin Hewitt.
Il met un terme à sa carrière de joueur en 2024, et devient entraîneur adjoint de l'équipe espoirs du Biarritz olympique. 

## Statistiques en équipe nationale
- Sélections avec l'Équipe de France de rugby à sept
- Sélections avec l'équipe de France des moins de 20 ans (participation aux coupes du Monde 2011 en Italie et 2012 en Afrique du Sud)
- Sélections avec l'équipe de France des moins de 19 ans
- Sélections avec l'équipe de France des moins de 18 ans
- Sélections avec l'équipe de France des moins de 17 ans

## Palmarès
- Champion de France Espoirs en 2013 avec le Montpellier HR.
- Champion de France juniors Reichel en 2011 avec le Montpellier HR.
- Champion de France cadets Alamercery en 2009 avec le Montpellier HR.